# Mihal Popi
Mihal Popi (ur. 7 listopada 1909 w Szkodrze, zm. 19 września 1979 w Tiranie) – albański aktor, reżyser i fotograf. 

## Życiorys
Ukończył szkołę prowadzoną przez jezuitów w Szkodrze. W 1921 przeniósł się wraz z rodziną do Tirany. Tam też w 1924 zaczął działalność w amatorskiej grupie teatralnej działającej przy Stowarzyszeniu Tirana, cztery lata później założył własną grupę, organizując kursy sztuki teatralnej. W 1932 założył Towarzystwo Teatralne Tirana, którym kierował. Kiedy w Tiranie uruchomiono kina Gloria i Nacional występował wspólnie z Xhevatem Serezim, Hasanem Reçim i Mihalem Stefą jako parodysta w przerwach między wyświetlanymi filmami. W 1938 współpracował z Radiem Tirana.
W latach 1939–1944 prowadził pracownię fotograficzną, działającą przy Nowym Bazarze w Tiranie. Z tego okresu pochodzi cykl jego fotografii, poświęcony nowo wybudowanej części stolicy. Po zakończeniu wojny w 1945 związał się z Teatrem Ludowym (alb. Teatri Popullor), jako aktor i reżyser. Na tej scenie zagrał ponad 40 ról, w tym główną rolę prefekta w sztuce Qazima Muletiego „Prefekt”. W 1966 odszedł na emeryturę, ale nadal sporadycznie występował na scenie.
Na dużym ekranie zadebiutował w roku 1958. Zagrał w czterech filmach fabularnych. Od władz Albanii otrzymał tytuł Artysty Ludu (alb. Artist i Popullit). Imię Popiego nosi jedna z ulic w Tiranie.

## Role filmowe
- 1958: Skanderbeg jako Bałaban pasza
- 1959: Furtuna jako Luciano
- 1968: Estrada ne ekran
- 1969: Perse bie kjo daulle